# Карагандинский областной экологический музей
Карагандинский областной экологический музей (каз. Қарағанды облыстық экологиялық мұражайы) — экологический музей в Караганде (Карагандинская область, Казахстан), создан в 1995 году.

## История
Экомузей был основан в 1995 году как общественная организация, созданная в ответ на насущные экологические проблемы Казахстана. Задачами музея являются повышение осведомленности общественности об экологических проблемах, формирование культуры бережного отношения к окружающей среде и воодушевление участия общества в сохранении природы. Это источник информации о состоянии природных ресурсов Казахстана. В 2005 году музей открылся в новом выставочном зале.
В 2001—2005 годы в бывшем актовом зале ЦентрКазНедра на площади 460 м2 была открыта выставка тематических секций: Освоение минеральных ресурсов, Индустрия, Радиоактивность, Ядерные испытания и Экологические последствия советского ВПК, Освоение космоса. В 2013 году была открыта стендовая экспозиция «ЛЭП и птицы», в 2015 году открылась секция, посвящённая изменению климата Земли.

## Экспозиция
Музей включает 14 тематических экспозиций, посвящённых различным аспектам экологии. Музей содержит коллекцию из более 2 тыс. экспонатов и библиотеку из 3 тыс. единиц хранения. Коллекция была собрана по всему Казахстану в ходе экологических экспедиций. Она включает широкий набор экспонатов, включая части ракет и самолётов, предметы производственных и военных технологий советской эпохи и современного Казахстана. Кроме этого, было организовано более 100 временных выставок как в Казахстане, так и за рубежом.
Экспонаты музея показывают природные ресурсы Казахстана, иллюстрируют добычу и переработку полезных ископаемых, экологические проблемы, связанные с деятельностью космодрома Байконур. Отдельная экспозиция посвящена Семипалатинскому испытательному ядерному полигону. Она показывает историю полигона, проведённые там ядерные испытания и долгосрочное воздействие испытаний на местную окружающую среду. С момента открытия в 2005 года музейного зала его посетили более 60 тыс. человек. 